# Sybra vitticollis
Sybra vitticollis là một loài bọ cánh cứng trong họ Cerambycidae.